# 351 f.Kr.

## Händelser

### Efter plats

#### Persiska riket
- Då kung Artaxerxes III har misslyckats med att invadera Egypten uppmuntrar detta Fenicien och Cypern att göra uppror mot Persiska riket.

#### Grekland
- Demosthenes försöker få Aten oberoende av betalda legoknektar och att återvända till det gamla systemet med en medborgararmé. Han lämnar också sin första filippika, där varnar atenarna för det dumma i att tro, att Filips dåliga hälsa ska rädda atenarna från Makedonien. Som svar på detta röstar atenarna för att öka försvarsanslagen.

#### Romerska republiken
- Etruskerna lider ett svårt nederlag mot romarna, vilket leder till att de ger upp sina försök att anfalla staden och istället söker fred.
- För första gången tillträds posten som censor av en plebej.